# 王露 (台湾县知县)
王露，浙江人，清朝官員。

## 生平
王露於1785年（乾隆50年）接替程峻，於台灣擔任台灣府台灣縣知縣。管轄約今台灣南部之嘉義縣、嘉義市、台南縣、市全境及高雄縣部份區域。該區域面積約為4500平方公里，也是清治時期台灣島之漢人集中地所在。1788年，他因辦事不力，遭革職查辦。